# Hypnomys morpheus
Espèce
Synonymes
- Eliomys morpheus

Hypnomys morpheus, le Lérot géant de Majorque, est une espèce éteinte de rongeurs ayant vécu dans l'île espagnole de Majorque entre le Pléistocène moyen et le début de l'Holocène. Il est considéré comme un exemple de gigantisme insulaire.

## Présentation

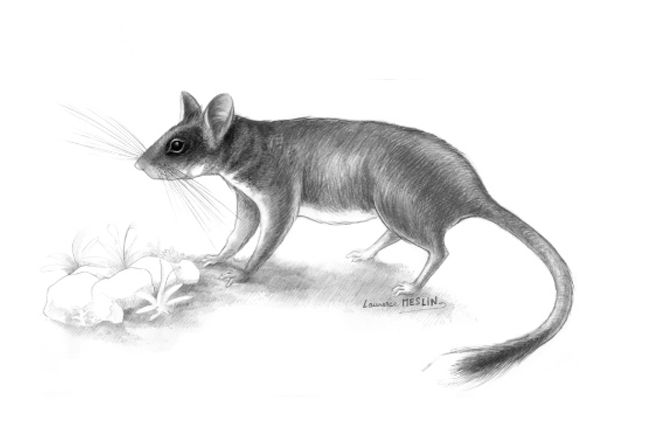
Vue d'artiste.

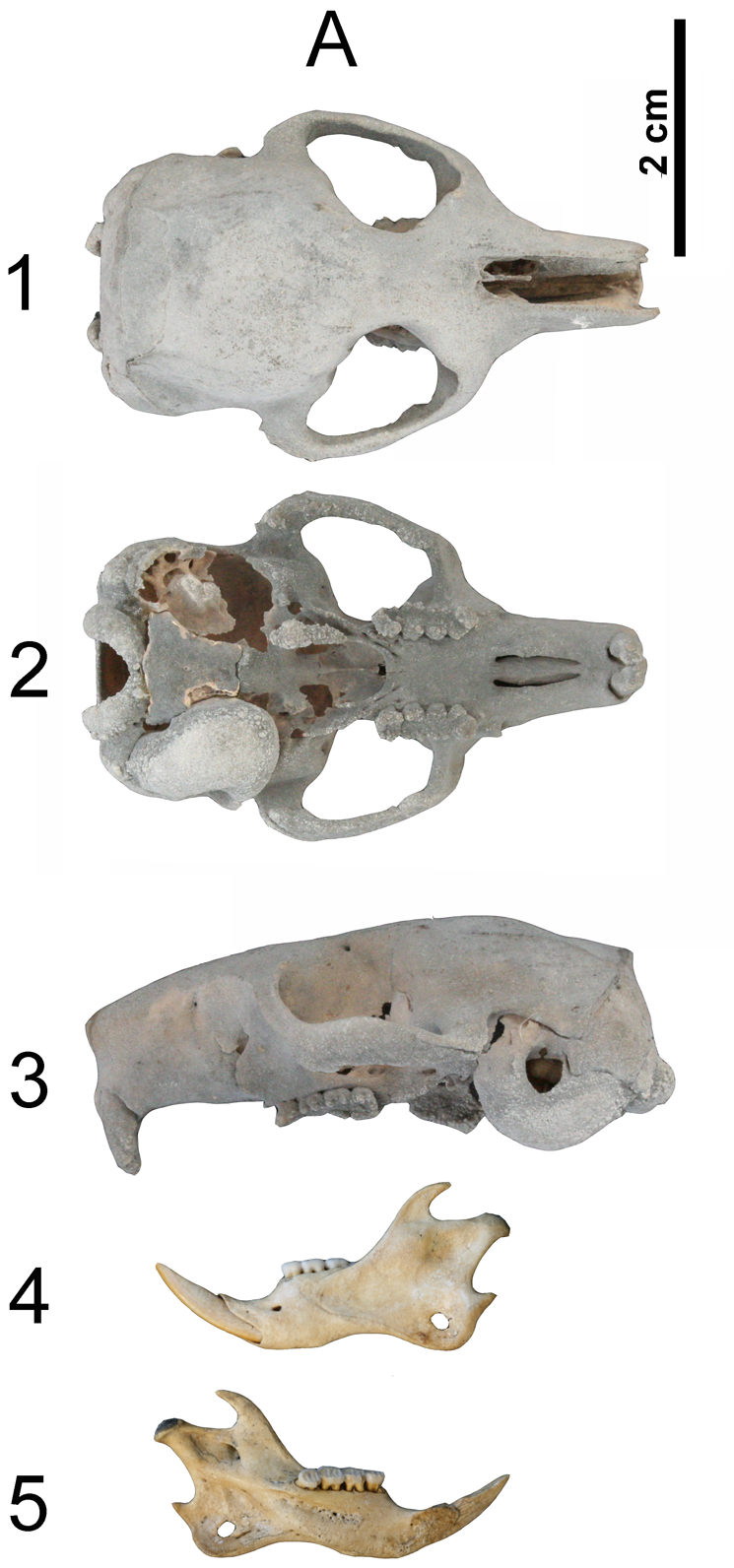
Diverses vues du crâne et de la mandibule.

Les scientifiques considèrent que son parent existant le plus proche est le genre Eliomys, qui comprend le Lérot commun, ce qui a été confirmé par une analyse de l'ADN mitochondrial en 2020.
Hypnomys morpheus est supposé être omnivore, avec un régime généraliste et la capacité de manger des aliments durs. Les os de ses membres sont robustes et d'une morphologie différente de celle des Gliridae existants, ce qui suggère une forme de locomotion inhabituelle, ses proportions étant plus proches de celles de Canariomys tamarani, un Muridae géant des Îles Canaries. Il était peut-être terrestre plutôt qu'arboricole et il a été suggéré qu'il avait des capacités fouisseuses. 
Sans doute, larrivée de l'Humain sur l'île a été un facteur déterminant de son extinction. H. morpheus a été décrit par la paléontologue Dorothea Bate en 1919. Une étude de 2011 a estimé son poids entre 173 et 284 g, avec une longueur de 179 mm sans la queue, et avec la queue de 295 mm.